# Ella D’Arcy

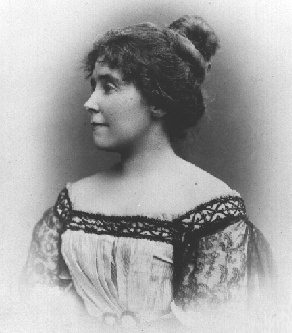
Ella D’Arcy

Ella D’Arcy, mit vollständigem Namen Constance Eleanor Mary Byrne D’Arcy (* etwa 1857 in London; † 1937 ebenda) war eine Autorin von Kurzgeschichten im späten 19. und frühen 20. Jahrhundert.

## Leben
D’Arcy wurde in eine irische Familie in London etwa im Jahr 1857 geboren. Das genaue Datum ist unbekannt. Sie war eines von neun Kindern, besuchte in London die Schule, lebte in Deutschland, Frankreich und auf den Kanalinseln. Obwohl Studentin der bildenden Künste, beendete D’Arcy diese Ausbildung, angeblich aufgrund einer Sehschwäche, und favorisierte stattdessen, Autorin zu werden.
Während ihrer Zeit in London arbeitete sie als Helferin und inoffiziellen Redakteurin neben Henry Harland für das Yellow Book. Ihre Arbeit war gekennzeichnet durch einen psychologisch, realistischen Stil. Dieser wird oft mit dem von Henry James verglichen. Hinzu kam ihre Entschlossenheit, sich mit Themen zu beschäftigen, wie Ehe, Familie, Täuschung und Nachahmung. Viele ihrer Geschichten zeigen auch den Einfluss ihrer Zeit auf den Kanalinseln, vor allem „White Magic“.
In erster Linie war sie eine Schriftstellerin, die Kurzgeschichten schrieb. Ihr Werk ist nicht sehr umfangreich. D’Arcy war für ihre Kurzgeschichten im Yellow Book bekannt, doch Aufmerksamkeit erregte sie nach der Veröffentlichung von Irremediable. Unter anderem mit The Bookman erntete sie weitere Anerkennung. Neben ihrer Arbeit für das Yellow Book veröffentlichte D’Arcy auch im Argosy, Blackwoods und im Temple Bar. Durch ihre Arbeit für das Yellow Book bekam sie einen Vertrag mit dem Herausgeber John Lane, der ihre Sammlung von Kurzgeschichten Monochromes im Jahr 1895 veröffentlichte. Es folgte Modern Instances im Jahr 1898 und im selben Jahr The Bishop’s Dilemma unter dem Dach von The Bodley Head. Neben ihrer schriftstellerischen Tätigkeit war D’Arcy als Übersetzerin tätig. Sie übersetzte André Maurois Biografie über Percy Bysshe Shelley, Ariel (1924).
D’Arcy war berüchtigt für ihre Unfähigkeit, Kontakt mit ihren Freunden aufrechtzuerhalten, ihre Liebe zum Reisen verschärfte dies, oft erschien sie unangemeldet, das brachte ihr den Spitznamen „Goblin Ella“ (dt. „Kobold Ella“) ein.
Die meiste Zeit ihres Lebens lebte Ella D’Arcy alleine, in relativer Armut. Ihr Werk, welches echtes Engagement und Auseinandersetzung mit den sich verändernden, anspruchsvollen künstlerischen Stilen des späten neunzehnten Jahrhunderts zeigte, wurde durch Not motiviert. Sie verbrachte ihre letzten Jahre in Paris, bis sie im Jahr 1937 nach London zurückkehrte und dort in einem Krankenhaus starb.

## Werk

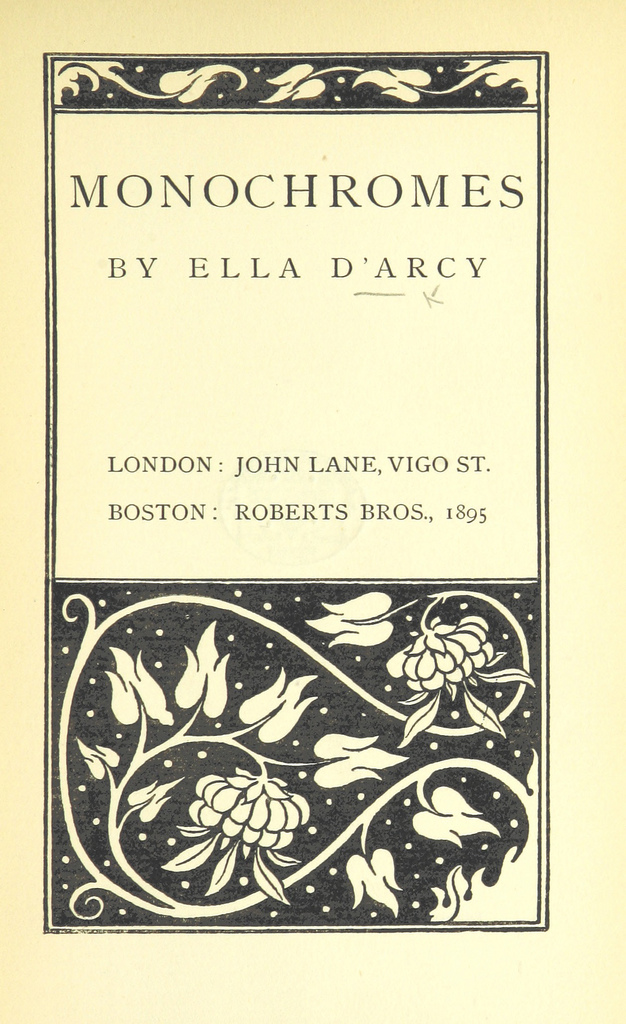

Geschichten, die im Yellow Book veröffentlicht wurden:
- Volume One „Irremediable“. In: Beardsley, Aubrey, 1872–1898. In: The yellow book – an illustrated quarterly, 10. März 2001; archive.org.
- Volume Two „Poor Cousin Louis“. In: Beardsley, Aubrey, 1872–1898. In: The yellow book – an illustrated quarterly, 10. März 2001; archive.org.
- Volume Three „White Magic“. In: Beardsley, Aubrey, 1872–1898. In: The yellow book – an illustrated quarterly, 10. März 2001; archive.org.
- Volume Five „The Pleasure-Pilgrim“. In: Beardsley, Aubrey, 1872–1898. In: The yellow book – an illustrated quarterly, 10. März 2001; archive.org.
- Volume Eight „An Engagement“. In: Beardsley, Aubrey, 1872–1898. In: The yellow book – an illustrated quarterly, 10. März 2001; archive.org.
- Volume Ten „Two Stories“. In: Beardsley, Aubrey, 1872–1898. In: The yellow book – an illustrated quarterly, 10. März 2001; archive.org.
- Volume Eleven „A Marriage“. In: Beardsley, Aubrey, 1872–1898. In: The yellow book – an illustrated quarterly, 10. März 2001; archive.org.
- Volume Twelve „At Twickenham“. In: Beardsley, Aubrey, 1872–1898. In: The yellow book – an illustrated quarterly, 10. März 2001; archive.org.
- Volume Thirteen „Sir Julian Garve“. In: Beardsley, Aubrey, 1872–1898. In: The yellow book – an illustrated quarterly, 10. März 2001; archive.org.

Weitere
- Monochromes (1895); archive.org.
- Modern Instances (1898)
- The Bishop’s Dilemma (1898)
- Ariel (1924) [Übersetzung]